# وینیفرد لمب
ینیفرد لمب (انگلیسی: Winifred Lamb; ۳ نوامبر ۱۸۹۴ – ۱۶ سپتامبر ۱۹۶۳ (۶۸ ساله)) باستان‌شناس، مورخ هنر و موزه دار بریتانیایی بود که به فرهنگ‌ها و مصنوعات یونانی، رومی و آناتولی تخصص داشت. بخش عمده‌ای از دوران حرفه‌ای او به‌عنوان نگهبان افتخاری آثار باستانی یونانی در موزه فیتزویلیام دانشگاه کمبریج از سال ۱۹۲۰ تا ۱۹۵۸ گذرانده شد.
او کاوش‌های باستان‌شناسی را در یونان و ترکیه مدیریت کرد. یکی از اعضای مؤسس مؤسسه باستان‌شناسی بریتانیا در آنکارا بود. و نویسنده کتابهای متعددی در مورد آثار باستانی یونانی و رومی، از جمله انتشارات یونان و روم در عصر برنز در سال ۱۹۲۹، که مرجعی استاندارد برای مطالعات در این زمینه بود.

## زندگی
لمب در ۳ نوامبر ۱۸۹۴ در هالی لاج، کمپدن هیل، لندن به دنیا آمد. او دختر ادموند لمب، که از سال ۱۹۰۶ تا ۱۹۱۰ نماینده مجلس بود، و میبل لمب (با نام خانوادگی وینکورث)، یکی از فارغ التحصیلان کالج نیونهام، کمبریج، که در ترویج تحصیلات دانشگاهی زنان و حق رای زنان فعال بود است.
لمب در خانه توسط معلمان آموزش دیده بود، و از سال ۱۹۱۳ تا ۱۹۱۷ در کالج نیونهام، کمبریج با تخصص در باستان‌شناسی کلاسیک تحصیل کرد و نمرات درجه یک را به دست آورد. زمانی که دانشجو بود، در کار میدانی باستان‌شناسی در مکان‌های پیشاتاریخ نزدیک کمبریج به رهبری توماس مک کنی هیوز شرکت کرد. او همچنین در سیاست فعال بود و در جلسات اتحادیه کنترل دموکراتیک شرکت می‌کرد.

## فعالیت
لمب پس از اتمام تحصیلات خود در تابستان ۱۹۱۷ در بیمارستانی برای سربازان کار کرد. در ژانویه ۱۹۱۸، او به «اتاق ۴۰»، بخش تحلیل رمزی وزارت اطلاعات نیروی دریایی بریتانیا پیوست، جایی که احتمالاً روی رمزگشایی پیام‌های رمزگذاری‌شده ارسال شده به زیردریایی‌های آلمانی کار می‌کرد که پس از پایان جنگ، در دسامبر ۱۹۱۸، آنجا را ترک کرد. در اینجا با جان بیزلی، باستان‌شناس مشهوری که در سازمان اطلاعات بریتانیا کار می‌کرد، ملاقات کرد و او را در تحقیقاتش تشویق کرد. در این مدت او همچنین در فروش آثار باستانی شرکت کرد و مقاله‌ای در مجله مطالعات یونانی دربارهٔ مجموعه گلدان‌هایی که در یک فروش خریداری کرد منتشر کرد و همچنین کارهای فهرست‌نویسی را در موزه بریتانیا انجام داد.

## موزه فیتزویلیام
لمب در اکتبر ۱۹۱۸ به دعوت سیدنی کوکرل در دپارتمان آثار باستانی یونانی و رومی در موزه فیتزویلیام در کمبریج شروع به کار کرد که وظایف اولیه او شامل نوشتن برچسب برای اقلام به نمایش گذاشته شده بود. در سال ۱۹۲۰، او به عنوان متصدی افتخاری آثار باستانی یونانی و رومی در فیتزویلیام منصوب شد. در این جایگاه، او نمایش‌های جدیدی ترتیب داد، مجموعه‌ها را مرتب و فهرست‌بندی کرد و با به‌دست‌آوردن مطالب جدید از طریق خرید و کمک‌های مالی و همچنین اهدای اقلام متعدد آنها را تقویت کرد. انتشارات کلیدی از کار او در فیتزویلیام شامل کتابی دربارهٔ مجسمه‌های عصر برنز یونانی و رومی و دو جلد Corpus vasorum antiquorum است. لمب در تمام مدتی که در فیتزویلیام بود، به عنوان باستان‌شناس در یونان و بعداً ترکیه نیز کار کرد. زمانی که در اوت ۱۹۵۸ از نقش نگهبان افتخاری بازنشسته شد، به یکی از بزرگ‌ترین خیرین موزه آثار باستانی یونانی و رومی تبدیل شد.

## یونان
لمب برای اولین بار در ماه مه ۱۹۲۰ از یونان بازدید کرد و برای مدت کوتاهی به حفاری‌های موکنای به رهبری آلن ویس پیوست. او در سال تحصیلی – به عنوان دانشجو در مدرسه بریتانیا در آتن پذیرفته شد و یک سال را در بازدید از مکان‌های باستان‌شناسی در آتیکا، پلوپونز و کرت، شرکت در سخنرانی‌ها در مدرسه بریتانیا و سایر مدارس باستان‌شناسی و کار گذراند. در ماه مه ۱۹۲۱ او به تیم حفاری موکنای پیوست و مسئول حفاری کاخ و همچنین انتشار نقاشی‌های دیواری شد. در فصل حفاری بعدی، مه تا ژوئن ۱۹۲۲، لمب به عنوان رهبر حفاری منصوب شد.